# Jardín Botánico de Cairns
El Jardín Botánico de Cairns (inglés: Cairns Botanic Gardens) es un jardín botánico de 38 hectáreas de extensión y área preservada de 300 hectáreas de extensión, a unos 3 km de distancia del centro de Cairns, Queensland, Australia. 
Es miembro del BGCI, y presenta trabajos para la Agenda Internacional para la Conservación en los Jardines Botánicos. 
El código de reconocimiento internacional de "The Cairns Botanic Gardens" como miembro del "Botanic Gardens Conservation Internacional" (BGCI), así como las siglas de su herbario es CAIR.

## Localización e información
El jardín botánico está ubicado en a unos 4.2 km (2.6 miles) del centro de Cairns entre "Collins Avenue" y "Greenslopes Street". 
The Cairns Botanic Gardens Cairns Regional Council, PO Box 359. Cairns, Queensland 4870 Australia.
Planos y vistas satelitales.17°0′47.52″S 145°42′8.28″E / -17.0132000, 145.7023000
- Promedio Anual de Lluvias: 2800 mm
- Altitud: 22.00 m s. n. m.

## Historia
Fue creado en 1887.
Actualmente el guía de visitantes por la tarde es Peter Hitchcock que pasó 22 años en los parques nacionales de NSW y en el servicio de la fauna, alcanzando la posición del vicedirector (política y fauna). Para este período la mayor parte de su tiempo lo pasó en el establecimiento de nuevos parques nacionales y reservas a través del estado. También pasó un año como comisionado en la investigación en la polémica "Halsham Inquiry" en el Lemonthyme y los bosques meridionales de Tasmania. Peter fue más adelante el primer director ejecutivo de la "Wet Tropics Management Authority" con sede Cairns, establecido en 1990 para administrar las selvas tropicales enumeradas como patrimonio mundial de Queensland del norte. Desde 1997 ha sido un consultor en el ambiente y la herencia, trabajando en proyectos de la protección de la herencia en Oriente Medio y Asia.

## Colecciones botánicas
"The Cairns Botanic Gardens" tiene un gran renombre debido a albergar a una de las mejores colecciones de plantas tropicales en Australia incluyendo especímenes de las selvas tropicales húmedas australianas norteñas así como especies notables de Asia Suroriental. Además hay colecciones de angioespermas primitivas y de plantas utilizadas como alimento por los aborígenes.

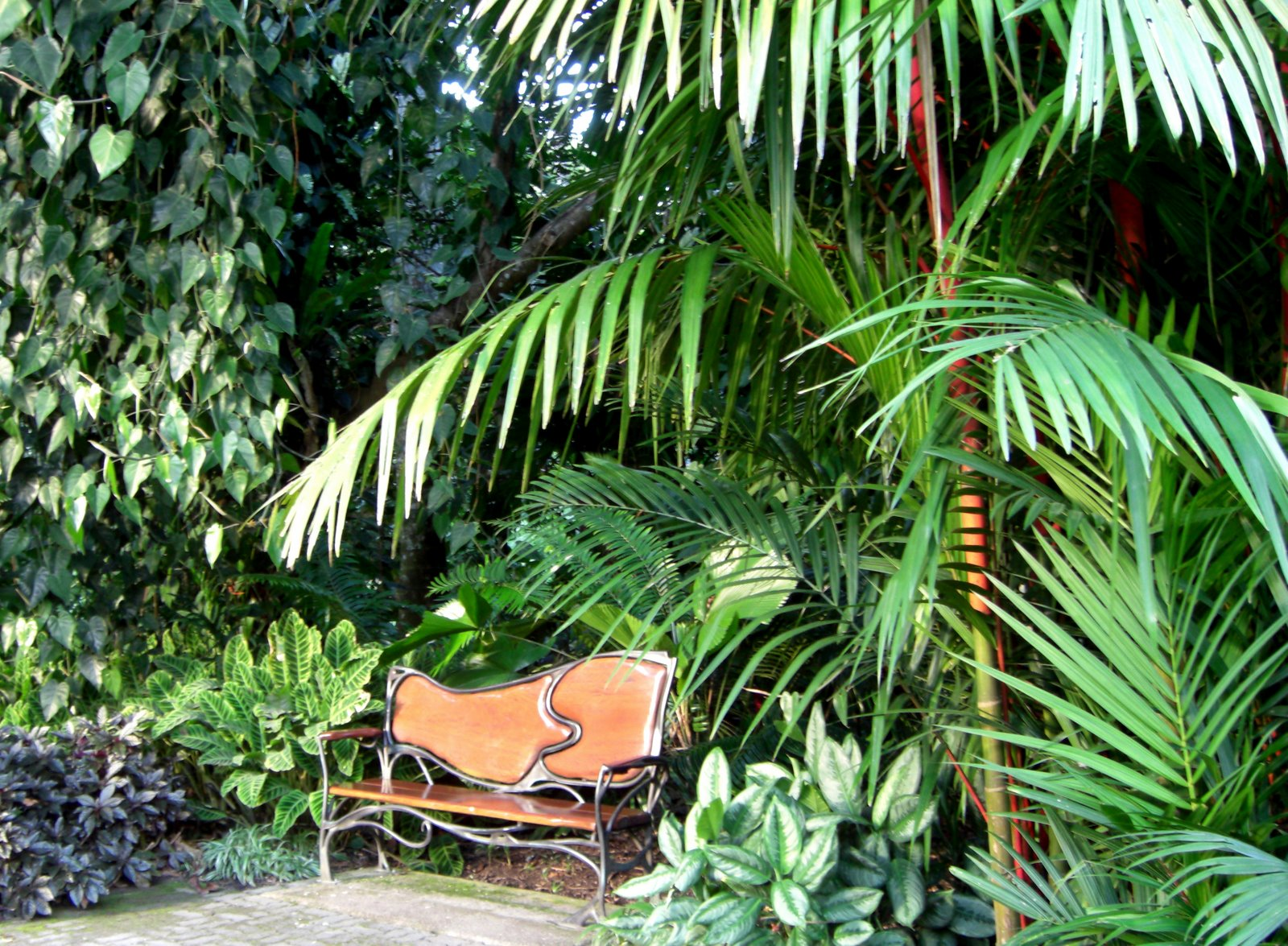
Un rincón del jardín botánico de Cairns.

Hay una extensa área del bosque natural del pantano de tierras bajas. También el hábitat de estuario articula 300 has de parque de conservación principalmente de selva tropical. 
Entre sus secciones destacan:
- Flecker Gardens, esta es la sección de los jardines formales, llamada el jardín de Flecker, es solamente una parte de la "experiencia".
- The Centenary Lakes and Rainforest Boardwalk, los lagos son un sistema gemelo que consiste en un lago de agua dulce y otro de agua salada separados por una zona de marea alineada con mangles. Los lagos son un punto de reunión importante para la fauna local - especialmente pájaros - de los cuales se han identificado 136 especies en la reserva. Los gansos urraco y patos silbadores han criado en las secciones del humedal del lago de agua dulce, pero muchas más especies de pájaros se ven regularmente incluyendo varios martines pescadores, las garzas del mangle, garzas, loris y loriquitos, abejarucos australianos, Ibis de cuello rallado, Ibis sagrado, pelícanos australianos, golondrinas, patos y rapaces. Los lagos centenarios están conectados con los jardines formales por un paseo marítimo de 500 metros que pasa a través de tres tipos distintos de vegetación - que eran dominantes antes de la construcción de la ciudad de Cairns. Hay el pantano de "Melaleuca" pleno de árboles gigantes de corteza de papel de varios cientos de años. Está el bosque de la palma que se adapta a ser inundado durante la estación de lluvias y se seca después durante los inviernos. El pantano del pandanus que está generalmente bajo poca agua a lo largo del año. Los visitantes pueden observar la fauna local de estas zonas.
- Mt Whitfield Conservation Park, en este bosque preservado hay 2 senderos. Ambos están bien señalizados para que se pueda autoevaluar el nivel de cada visitante. Con una flecha azul hay un sendero que va del nivel del mar a 365 metros (1000 pies) y su recorrido vale el esfuerzo. La caminata más corta es la flecha roja (1.3 kilómetros) e incluso las personas menos capacitadas podría hacer la pista circular en unos 45 minutos.
- Tanks Arts Centre
- Visitor Centre and Gift Shop, el centro de visitantes provee de mapas, auto guías parlantes, folletos y objetos de recuerdo. Durante las horas de oficina, el personal puede asistir generalmente a las preguntas técnicas en identificación de plantas y horticultura.